# Jasper (Tennessee)
Jasper è un comune degli Stati Uniti d'America, situato nello Stato del Tennessee, nella Contea di Marion, della quale è il capoluogo.